# Lorenzo Di Silvestro
Lorenzo Di Silvestro (Como, 16 gennaio 1970) è un dirigente sportivo ed ex ciclista su strada italiano.

## Carriera
Nato nel 1970 a Como, nel 1992 e 1993, da dilettante, prima con la G.S. Cios-For 3 e poi con la G.S. Cuoril Domus, ottiene sette vittorie, tra le quali quella al Trofeo Franco Balestra 1992.
Dopo un'esperienza da stagista alla Brescialat nel 1994, nel 1996 passa professionista, a 26 anni, con la Cantina Tollo, partecipando alla Vuelta a España, chiudendo 105º, e ottenendo le sue tre vittorie da professionista: la prima tappa della Settimana Ciclistica Bergamasca (da Bergamo a Rota d'Imagna), la sesta tappa del Tour of Slovenia e soprattutto la classifica generale di quest'ultimo. L'anno successivo (1997) prende parte al Giro d'Italia, ritirandosi.
Nel 1998 passa alla Ros Mary e nel prosieguo della carriera corre due anni alla Besson Chaussures, due alla Tacconi Sport, uno alla MBK-Oktos, due al Team Nippo, uno all'Acqua & Sapone, prima di chiudere la carriera nel 2007, a 37 anni, dopo una stagione all'OTC Doors-Lauretana.
Dopo il ritiro è stato manager della A-Style Somn, poi diventata Carmiooro, per tutti i 3 anni in cui è esistita la squadra (dal 2008 al 2010) e nel 2011 e 2012 del Team Wit, oltre che d.s. del sodalizio greco Kastro Team nel 2013 e 2014.

## Palmarès
- 1992 (dilettante)

G.P. Comune di Pieve Albignola
Trofeo Franco Balestra
- 1993 (dilettante)

Gran Premio Montanino
Bassano-Monte Grappa
Coppa ONT - Cronoscalata alla Roncola
G.P. Comune di Serle
Trofeo Bettoni
- 1996 (Cantina Tollo, tre vittorie)

1ª tappa Settimana Ciclistica Bergamasca (Bergamo > Rota d'Imagna)
6ª tappa Tour of Slovenia (Vrhnika > Bovec)
Classifica generale Tour of Slovenia

## Piazzamenti

### Grandi Giri
- Giro d'Italia

1997: ritirato (13ª tappa)
- Vuelta a España

1996: 105º

### Classiche monumento
- Giro di Lombardia

1997: ritirato